# Theophiel Coopman

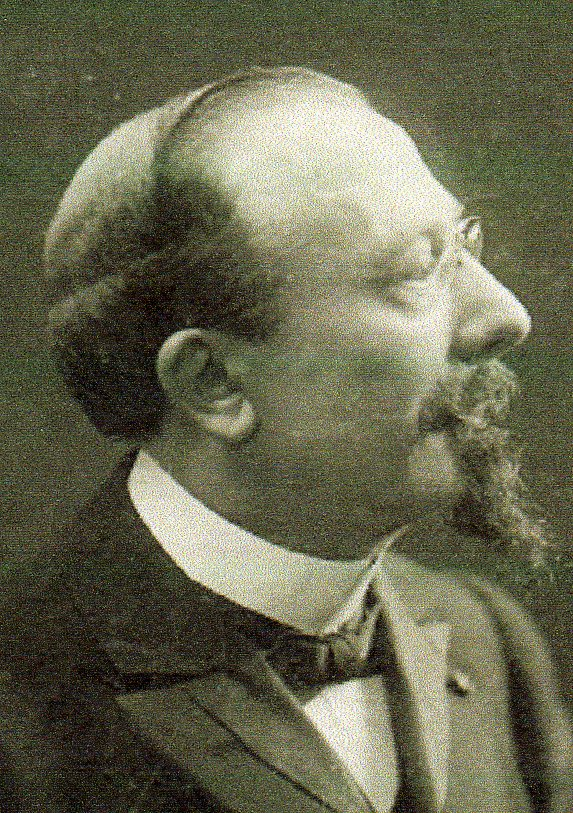
Theophiel Coopman

Theophiel Coopman (* 24. November 1852 in Gent; † 4. Juni 1915 in Schaerbeek/Schaarbeek) war ein flämischer Dichter.
Coopman besuchte das Koninklijk Atheneum in Gent und trat später in den Staatsdienst. Daneben war er schriftstellerisch tätig. Er engagierte sich in der kulturellen Flämischen Bewegung und wurde Mitglied der Königlichen Flämischen Akademie für Sprach- und Literaturwissenschaften.
Coopman war verheiratet mit Marie Dillens (* 1851). Deren Tochter Marguerite (1878–1959) heiratete den Architekten Ernest Jaspar (1876–1940), einen Bruder des späteren belgischen Premierministers Henri Jaspar.
In Schaarbeek ist eine Straße nach Theo Coopman benannt.

## Werke (Auswahl)
- De Nacht. 1873
- Lenteliederen.1876
- Kinderlust. 1897
- Bibliographie van den Vlaamschen Taalstrijd. 10 Bände 1904–1914 (mit Jan Broeckaert)